# Eriauchenius jeanneli
Eriauchenius jeanneli is een spinnensoort uit de familie Archaeidae. De soort komt voor in Madagaskar.